# Thomson (Familienname)
Thomson ist als eine Variante von Thompson ein englischer Familienname. Thompson seinerseits ist eine patronymische Bildung mit der Bedeutung „Sohn des Thomas“.

## Namensträger

### A
- Adam Thomson (* 1982), neuseeländischer Rugby-Union-Spieler
- Alan Thomson (* 1960), schottischer Bassgitarrist
- Aleksander Eduard Thomson (1845–1917), estnischer Komponist
- Alex Thomson (Kameramann) (1929–2007), britischer Kameramann
- Alex Thomson (Journalist) (* 1960), britischer Journalist
- Alex Thomson (Segler) (* 1974), britischer Segler
- Alexander Thomson (Politiker) (1788–1848), amerikanischer Politiker
- Alexander Thomson (Architekt) (1817–1875), schottischer Architekt
- Alfred Thomson (1894–1979), britischer Grafiker und Maler
- Alison Thomson (* 1996), schottische Squashspielerin
- Amy Thomson (* 1958), US-amerikanische Schriftstellerin
- Anna-Lisa Thomson (1905–1952), schwedische Designerin und Illustratorin
- Anthony Todd Thomson (1778–1849), britischer Mediziner
- Arthur Thomson (Fußballspieler, 1903) (1903–??), englischer Fußballspieler
- Arthur Thomson (Künstler) (1927–1990), britischer Künstler und Autor
- Arthur Thomson (Fußballspieler, 1948) (1948–2002), schottischer Fußballspieler
- Arthur Landsborough Thomson (1890–1977), schottischer Ornithologe

### B
- Ben Thomson (Fußballspieler) (1913–1940), schottischer Fußballspieler
- Ben Thomson (Footballspieler) (* 1978), australischer Australian-Football-Spieler
- Ben Thomson (Eishockeyspieler, 1982) (* 1982), kanadischer Eishockeyspieler
- Ben Thomson (Eishockeyspieler, 1993) (* 1993), kanadischer Eishockeyspieler
- Bill Thomson (1914–1993), kanadischer Eishockeyspieler
- Billy Thomson (Fußballspieler, 1874) (William Thomson; 1874–1917), schottischer Fußballspieler
- Billy Thomson (Fußballspieler, 1895) (William Thomson; 1895–??), schottischer Fußballspieler
- Billy Thomson (Fußballspieler, 1958) (William Marshall Thomson; 1958–2023), schottischer Fußballspieler
- Blade Thomson (* 1990), schottischer Rugby-Union-Spieler
- Bobby Thomson (Fußballspieler, 1890) (1890–1971), englischer Fußballspieler
- Bobby Thomson (Baseballspieler) (1923–2010), schottischer Baseballspieler
- Bobby Thomson (Fußballspieler, 1937) (* 1937), schottischer Fußballspieler
- Bobby Thomson (Fußballspieler, 1939) (* 1939), schottischer Fußballspieler
- Bobby Thomson (Fußballspieler, 1943) (1943–2009), englischer Fußballspieler
- Bobby Thomson (Fußballspieler, 1955) (* 1955), schottischer Fußballspieler

### C
- Carl Gustaf Thomson (1824–1899), schwedischer Entomologe
- Cassi Thomson (* 1993), australische Schauspielerin, Sängerin und Liedschreiberin
- César Thomson (1857–1931), belgischer Violinist, Violinpädagoge und Komponist
- Charles Thomson (Schriftsteller) (1729–1824), US-amerikanischer Schriftsteller und Politiker
- Charles Thomson (Gouverneur) (1835–1898), französischer Gouverneur von Cochinchina
- Charles Thomson (Künstler) (* 1953), britischer Künstler
- Charles M. Thomson (1877–1943), US-amerikanischer Politiker
- Charles Wyville Thomson (1830–1882), britischer Zoologe und Ozeanograph
- Charlie Thomson (Fußballspieler, 1878) (Charles Bellamy Thomson; 1878–1936), schottischer Fußballspieler
- Charlie Thomson (Fußballspieler, 1905) (Charles Marshall Thomson; 1905–1965), schottischer Fußballtorhüter
- Charlie Thomson (Fußballspieler, 1910) (Charles Morgan Thomson; 1910–1984), schottischer Fußballspieler
- Charlie Thomson (Fußballspieler, 1930) (Charles Richard Thomson; 1930–2009), schottischer Fußballtorhüter
- Christine Campbell Thomson (Pseudonym: Flavia Richardson; 1897–1985), englische Horror-Schriftstellerin
- Christopher Thomson, 1. Baron Thomson (1875–1930), britischer Politiker, Brigadegeneral und Peer
- Connor Thomson (* 2001), britischer Tennisspieler
- Craig Thomson (* 1991), schottischer Fußballspieler
- Craig A. Thomson (* 1972), schottischer Fußballschiedsrichter
- Craig R. Thomson (* 1964), australischer Politiker (Labor Party)

### D
- Dave Thomson (1938–2016), schottischer Fußballspieler
- David Thomson (Architekt) (1831–1910), britischer Architekt
- David Thomson (Fußballspieler) (1892–1955), schottischer Fußballspieler
- David Thomson (Schriftsteller) (* 1941), britischer Schriftsteller und Filmkritiker
- David Thomson (Geschäftsmann) (* 1957), kanadischer Unternehmer
- David Thomson (Journalist), französischer Journalist
- David Spence Thomson (1915–1999), neuseeländischer Farmer und Politiker (New Zealand National Party)
- Des Thomson (* 1942), neuseeländischer Radrennfahrer
- Donna Cormack-Thomson, südafrikanische Theater- und Filmschauspielerin sowie Synchronsprecherin
- Douglas Thomson, 2. Baronet (1905–1972), schottischer Politiker
- Douglas Campbell Thomson (* 1951), schottischer Musiker, siehe Dougie Thomson
- Douglas F. S. Thomson (1919–2009), kanadischer Klassischer Philologe

### E
- Earl Thomson (Leichtathlet) (1895–1971), kanadischer Leichtathlet
- Earl Foster Thomson (1900–1971), US-amerikanischer Dressur- und Vielseitigkeitsreiter
- Eddie Thomson (1947–2003), schottischer Fußballspieler und Fußballtrainer
- Edwin Keith Thomson (1919–1960), US-amerikanischer Politiker
- Elaine Thomson (* 1957), schottische Politikerin
- Elihu Thomson (1853–1937), britischer Ingenieur
- Elizabeth Thomson (1847–1918), schottisch-britische Suffragette
- Erik Thomson (Schriftsteller) (1915–1990), deutsch-baltischer Landwirt, Autor und Herausgeber
- Erik Thomson (Schauspieler) (* 1967), australischer Schauspieler
- Ethel Thomson Larcombe (1879–1965), britische Tennis- und Badmintonspielerin

### F
- Fergus Thomson (* 1983), schottischer Rugby-Union-Spieler
- Floyd Thomson (* 1949), kanadischer Eishockeyspieler
- Fred Thomson (1890–1928), US-amerikanischer Geistlicher und Schauspieler
- Frederick Thomson, 1. Baronet (1875–1935), schottischer Politiker

### G
- Gabriel Thomson (* 1986), britischer Filmschauspieler
- Garth Thomson (* 1968), simbabwischer Tennisspieler
- Gary Thomson (* 1977), schottischer Snookerspieler
- Gaston Thomson (1848–1932), französischer Politiker
- George Thomson (Verleger) (1757–1851), schottischer Verleger und Volksliedsammler
- George Thomson (Architekt) (1819–1878), schottischer Architekt
- George Thomson (Fußballspieler, 1854) (1854–1937), walisischer Fußballspieler
- George Thomson (Fußballspieler, Aberdeen) (fl. 1932–1946), schottischer Fußballspieler
- George Thomson (Fußballspieler, 1936) (1936–2007), schottischer Fußballspieler
- George Thomson, Lord Thomson (1893–1962), schottischer Jurist und Politiker
- George Thomson, Baron Thomson of Monifieth (1921–2008), britischer Politiker
- George Derwent Thomson (1903–1987), britischer Altphilologe (Gräzist), Literaturwissenschaftler und Keltologe
- George Paget Thomson (1892–1975), britischer Physiker
- George Pirie Thomson (1887–1965), britischer Konteradmiral
- Gertrude Thomson (1850–1929), britische Malerin und Illustratorin
- Glen Thomson (* 1973), neuseeländischer Radrennfahrer
- Godfrey Thomson (1881–1955), britischer pädagogischer Psychologe
- Gordon Thomson (Ruderer) (1884–1953), britischer Ruderer
- Gordon Thomson (Schauspieler) (* 1945), kanadischer Schauspieler
- Gordon Thomson (Tennisspieler) (* 1975), barbadischer Tennisspieler
- Gordon Thomson (Badminton) (* 1985), schottischer Badmintonspieler
- Graeme Thomson (1875–1933), britischer Kolonialgouverneur
- Greg Thomson (* 1963), deutsch-kanadischer Eishockeyspieler

### H
- H. A. R. Thomson (1910–2003), britischer Kameramann
- Hans Thomson (1888–1963), deutscher Fechter
- Harry Thomson († 2013), schottischer Fußballspieler
- Heather Thomson (Sängerin) (* 1940), kanadische Opernsängerin (Sopran)
- Heather Thomson (Leichtathletin) (* 1946), neuseeländische Leichtathletin
- Hollie Thomson (* 1986), schottische Fußballspielerin
- Hugh Thomson (1860–1920), irischer Buchillustrator

### I
- Ian Thomson (Cricketspieler) (1929–2021), englischer Cricketspieler
- Ian Thomson (Rugbyspieler) (1930–2014), schottischer Rugbyspieler
- Ian Thomson (Schriftsteller) (* 1961), englischer Schriftsteller

### J
- J. Michael Thomson (John Michael Thomson; 1928–2010), britischer Verkehrsökonom
- James Thomson (Schriftsteller, 1700) (1700–1748), schottischer Dichter
- James Thomson (Mathematiker) (1789–1849), irischer Mathematiker
- James Thomson (Ingenieur) (1822–1892), irischer Ingenieur
- James Thomson (Schriftsteller, 1834) (Pseudonym Bysshe Vanolis; 1834–1882), schottischer Dichter
- James Thomson (Fußballspieler) (1851–1915), schottischer Fußballspieler
- James Thomson (Architekt) (1852–1927), schottischer Architekt
- James Thomson (Ruderer) (1910–1962), US-amerikanischer Ruderer
- James Thomson (Physiker) (* um 1945), US-amerikanischer Physiker, Leiter der RAND Corporation (1989–2011)
- James Thomson (Zellbiologe) (* 1958), US-amerikanischer Zellbiologe
- James Thomson (Bocciaspieler), US-amerikanischer Bocciaspieler und Sportfunktionär
- Jane Thomson (1858–1944), neuseeländische Bergsteigerin
- Jay Robert Thomson (* 1986), südafrikanischer Radrennfahrer
- Jennifer Thomson (* 1947), südafrikanische Mikrobiologin
- Jepkorir Rose Chepyator-Thomson (* 1954), kenianische Leichtathletin und Sportwissenschaftlerin
- Jim Thomson (Rugbyspieler) (um 1925–2012), australischer Rugby-League-Spieler
- Jim Thomson (Fußballspieler, 1946) (James Shaw Thomson; * 1946), schottischer Fußballspieler
- Jim Thomson (Eishockeyspieler) (James B. Thomson; * 1965), kanadischer Eishockeyspieler und -funktionär
- Jim Thomson (Fußballspieler, 1971) (James Thomson; * 1971), schottischer Fußballspieler
- Jimmy Thomson (James Richard Thomson; 1927–1991), kanadischer Eishockeyspieler
- Joe Thomson (* 1997), schottischer Fußballspieler
- John Thomson (Mediziner) (1765–1846), britischer Chirurg
- John Thomson (Maler) (1778–1840), britischer Maler
- John Thomson (Politiker, 1780) (1780–1852), US-amerikanischer Politiker (Ohio)
- John Thomson (Komponist) (1805–1841), britischer Komponist
- John Thomson (Fotograf) (1837–1921), britischer Fotograf
- John Thomson (Politiker, 1862) (1862–1934), australischer Politiker
- John Thomson (Fußballspieler, 1896) (1896–1980), schottischer Fußballspieler
- John Thomson (Schwimmer) (1903–1976), britischer Schwimmer
- John Thomson (Fußballspieler, 1909) (1909–1931), schottischer Fußballtorhüter
- John Thomson (Fußballspieler, 1915) (1915–1944), schottischer Fußballspieler
- John Thomson (Fußballspieler, 1916) (1916–1976), schottischer Fußballspieler
- John Thomson (Diplomat) (* 1927), britischer Diplomat
- John Thomson (Fußballspieler, 1934) (* 1934), schottischer Fußballspieler
- John Thomson (Offizier) (1941–1994), britischer Luftwaffenoffizier
- John Thomson (Fußballspieler, 1954) (* 1954), englischer Fußballspieler
- John Thomson (Schauspieler) (* 1969), britischer Schauspieler und Komiker
- John Thomson (Baseballspieler) (* 1973), US-amerikanischer Baseballspieler
- John Adam Thomson (1927–2018), britischer Diplomat und Regierungsbeamter
- John Arthur Thomson (1861–1933), britischer Naturforscher
- John C. Thomson III (* um 1964), pensionierter US-amerikanischer Generalleutnant
- John Charles Thomson (1866–1934), neuseeländischer Politiker
- John Edgar Thomson (1808–1874), US-amerikanischer Unternehmer
- John Renshaw Thomson (1800–1862), US-amerikanischer Politiker
- John Turnbull Thomson (1821–1884), britischer Ingenieur und Vermesser
- John Walter Thomson (1913–2009), britischer Botaniker
- John William Thomson (* 1928), kanadischer Politiker
- Johnny Thomson (1922–1960), US-amerikanischer Automobilrennfahrer
- Joseph Thomson (Entdecker) (1858–1895), schottischer Entdecker und Afrikareisender
- Joseph John Thomson (1856–1940), englischer Physiker
- Judith Jarvis Thomson (1929–2020), US-amerikanische Philosophin
- Julius Thomson (Ruderer) (1882–1940), kanadischer Ruderer
- Julius Thomson (Fechter) (1888–1960), deutscher Fechter

### K
- Keith Thomson (1941–2023), neuseeländischer Cricket- und Hockeyspieler
- Ken Thomson (* 1976), amerikanischer Fusionmusiker und Komponist
- Kenneth Thomson (Schauspieler) (1899–1967), US-amerikanischer Filmschauspieler
- Kenneth Thomson, 2. Baron Thomson of Fleet (1923–2006), kanadischer Unternehmer und Kunstsammler
- Kevin Thomson (* 1984), schottischer Fußballspieler
- Kim Thomson (* 1959), britische Schauspielerin
- Kirsten Thomson (* 1983), australische Schwimmerin

### L
- Lodewijk Thomson (1869–1914), niederländischer Offizier und Politiker

### M
- Malcolm Mitchell-Thomson, 3. Baron Selsdon (1937–2024), britischer Geschäftsmann und Mitglied des Oberhauses
- Manlius Valerius Thomson (1802–1850), US-amerikanischer Politiker
- Mark Thomson (Politiker) (1739–1803), US-amerikanischer Politiker
- Mark Thomson (Physiker) (* 1966), britischer Teilchenphysiker
- Mark Thomson (Dartspieler) (* 1963), englischer Dartspieler*
- Marvin Thomson (1923–1967), US-amerikanischer Radrennfahrer
- Matthew Thomson (* 2000), US-amerikanischer Tennisspieler
- Matthew Sydney Thomson (1894–1969), britischer Dermatologe
- Meldrim Thomson (1912–2001), US-amerikanischer Politiker
- Michael Thomson (Schauspieler, 1981) (* 1981), australischer Schauspieler und Produzent
- Michael Thomson (Schauspieler, II), schottischer Schauspieler und Synchronsprecher
- Michael Thomson (Radsportler) (* 1983), südafrikanischer Radrennfahrer
- Michelle Thomson (* 1965), schottische Politikerin
- Mick Thomson (* 1973), US-amerikanischer Gitarrist
- Miller Thomson (* 2004), schottischer Fußballspieler

### N
- Nigel Thomson (1845–1999), australischer Maler

### P
- Patrick Mitchell-Thomson, 2. Baron Selsdon (1913–1963), britischer Peer und Autorennfahrer
- Paul W. Thomson (1891–1957), deutscher Paläobotaniker
- Peter Thomson (Golfspieler) (1929–2018), australischer Golfspieler
- Peter Thomson (Diplomat) (* 1948), fidschianischer Diplomat
- Peter Thomson (Fußballspieler) (* 1977), englischer Fußballspieler

### R
- R.H. Thomson (* 1947), kanadischer Schauspieler
- Richard Thomson (Theologe) († 1613), niederländisch-englischer Theologe
- Richard Thomson (Antiquar) (1794–1865), englischer Bibliothekar und Antiquar
- Richard Thomson (Kricketspieler) (* 1938), englischer Kricketspieler
- Richard Thomson (Kunsthistoriker) (* 1953), britischer Kunsthistoriker
- Richard Thomson (Politiker) (* 1976), schottischer Politiker
- Richard Douglas Thomson (1940–2012), neuseeländischer Radrennfahrer
- Robert Thomson (Fußballspieler, 1890) (1890–??), schottischer Fußballspieler
- Robert Thomson (Fußballspieler, 1903) (1903–1972), schottischer Fußballspieler und -trainer
- Robert Thomson (Journalist) (* 1961), australischer Journalist
- Robert Thomson (Basketballspieler) (* 1982), ruandisch-amerikanischer Basketballspieler
- Robert William Thomson (1822–1873), schottischer Erfinder
- Robert Thomson (Offizier), britischer Generalmajor
- Robin Thomson (* 1989), deutsch-kanadischer Eishockeyspieler
- Romin P. Thomson (* 1973), US-amerikanischer Jurist und Publizist, Neffe von Homa Darabi
- Ronald Ferguson Thomson (1830–1888), britischer Diplomat
- Ronnie Thomson (1933–2012), schottischer Rugby-Union-Spieler
- Roy Herbert Thomson, 1. Baron Thomson of Fleet (1894–1976), kanadischer Unternehmer

### S
- Samuel Harrison Thomson (1895–1975), US-amerikanischer Historiker
- Scott Thomson (Schauspieler) (* 1957), US-amerikanischer Schauspieler
- Scott Thomson (Fußballspieler, 1966) (* 1966), schottischer Fußballtorhüter
- Scott Thomson (Fußballspieler, 1972) (* 1972), schottischer Fußballspieler
- Scott Thomson (Musiker) (* um 1980), kanadischer Musiker und Musikveranstalter
- Scott Thomson (Leichtathlet) (* 1992), neuseeländischer Leichtathlet
- Steven Thomson (* 1973), schottischer Fußballspieler

### T
- Thomas Thomson (Chemiker) (1773–1852), schottischer Chemiker
- Thomas Thomson (Botaniker) (1817–1878), englischer Botaniker
- Thomas Thomson (Schachspieler), schottischer Schachspieler
- Thomas John Thomson (1877–1917), kanadischer Künstler
- Thomas Richard Heywood Thomson (1813–1876), britischer Mediziner und Naturforscher
- Tom Thomson (1877–1917), kanadischer Maler

### V
- Vernon Wallace Thomson (1905–1988), US-amerikanischer Politiker
- Virgil Thomson (1896–1989), US-amerikanischer Komponist

### W
- Waldemar Thomson (1897–1945), deutschbaltischer Theologe
- William Thomson, 1. Baron Kelvin (1824–1907), britischer Physiker
- William Ferguson Thomson (1914–1993), kanadischer Eishockeyspieler, siehe Bill Thomson
- William Montgomery Thomson (1877–1963), britischer General
- William Taylour Thomson (1813–1883), britischer Diplomat
- Willie Thomson (Fußballspieler, 1868) (William Thomson; 1868–??), schottischer Fußballspieler
- Willie Thomson (Fußballspieler, 1874) (William Thomson; 1874–1917), schottischer Fußballspieler